# Edition Peters
Edition Peters, відоме також як C.F.Peters Musikverlag — німецьке музичне видавництво, засноване в Лейпцигу 1800 року.
З 1860 видавництвом керувало єврейське сімейство Генріхсенів. В 1930-ті роки компанія була конфіскована нацистами, більшість Генріхсонів загинули в Голокост. У повоєнний час компанія перебувала у державній власності Східної Німеччини. Паралельно у 1948 році Вальтер Генріхсон, єдиний нащадок, що вижив, відкрив у Нью-Йорку C.F.Peters Corporation, передрукувавши більшість найважливіших ранніх видань компанії. Після возз'єднання Німеччини, дві компанії злилися, головний офіс було розміщено у Франкфурті.